# Divorcer (pièce)
 (mars 2022).
Si vous disposez d'ouvrages ou d'articles de référence ou si vous connaissez des sites web de qualité traitant du thème abordé ici, merci de compléter l'article en donnant les références utiles à sa vérifiabilité et en les liant à la section « Notes et références ».
Divorcer est une pièce de théâtre écrite par Jean-Luc Jeener en 2012. Elle est créée et jouée au théâtre du Nord-Ouest en 2014.

## Résumé
C'est la fin du conte de fée pour Alice : ses parents veulent divorcer.
Quel lapin pourra-t-elle sortir de son chapeau pour éviter ce désastre ? Elle déploie tous les arguments contre les choix des parents qui bouleversent l'enfance.

## Distribution
- Camille Timmerman[1] : La fille, Alice
- Frédéric Therisod : Le père
- Isabelle Hollensett Benhamou : La mère

### Publication
- Théâtre - Tome 5, La Clôture et autres pièces, préface d'Emmanuel Dechartre, éd. Éditions Pierre Tequi, 2013 [2]